# Kimball Cho
Kimball Cho is een personage uit de CBS-misdaad/dramaserie The Mentalist en wordt gespeeld door Tim Kang. Cho is een agent voor het fictieve California Bureau of Investigation (CBI).

## Achtergrond
Cho fungeert als de tegenpool van Patrick Jane, maar is erop gebrand om zijn observatievermogen te leren. Hij wordt afgeschilderd als eenvoudig en direct, maar soms maakt hij geestige grappen en houdt een stalen gezicht waar de humor van af is te lezen. Hij drinkt geen alcohol zoals in de aflevering "His Red Right Hand" wordt getoond wanneer andere agenten een glaasje tequila drinken ter nagedachtenis van hun overleden collega's. Cho heft wel zijn glas maar drinkt het niet, in plaats daarvan neemt hij een slok uit een fles water. Hij is meestal de agent die de verdachte arresteert en hun rechten opnoemt. Hij fungeert ook voor het team als belangrijkste ondervrager tijdens het verhoor, vaak samen met Wayne Rigsby. Cho en Rigsby hebben niet altijd evenveel vertrouwen in de capaciteiten van Jane. In een aflevering laat hij zien dat hij wel bijgelovig is wanneer een heks een spreuk over hem uitspreekt.
Voordat hij bij het CBI kwam, was hij een honkbalspeler, een bendelid van de "Avon Park Playboys" en een lid van de U.S. Army Special Forces. Als lid van de Playboys stond hij bekend als de Iceman, omdat volgens bendelid Jon Jon "als er iets kouds gebeuren moest worden je Cho had", een verwijzing naar zijn koele en bedachtzame karakter, Jane merkte hierbij op dat er niks aan hem veranderd is. Toen hij 14 jaar oud was stal hij een auto en reed deze in de prak. Het keerpunt in zijn leven kwam toen hij een van de bendeleden in de schouder schoot, toen zij een misdaad wilden plegen waar hij niet aan mee wilde doen. Binnen enkele weken vertrok hij uit de bende en ging bij het Amerikaanse leger.
In aflevering Blood in, Blood Out zegt Cho een vriendin te hebben, genaamd Elise Chaye (gespeeld door Sandrine Holt). Zij beweert dat hij in haar bijzijn nog minder praat dan normaal. Cho is een sterk onderdeel van het CBI-team, die ook te hulp schiet als Patrick Jane in moeilijkheden is. In de aflevering Bloodsport van seizoen 3 komt Cho in een moeilijke positie als hij door Rigsby wordt gedwongen om een vals alibi te geven wanneer zijn vader door een reclasseringsambtenaar wordt doorgelicht. Cho is boos en stelt dat hij in zijn tijd bij de politie, bijna 10 jaar, nog nooit heeft gelogen. Uiteindelijk vergeeft hij Rigsby.
In aflevering "Pink Chanel Suit" van seizoen 3 zegt Cho dat zijn ouders Koreaans waren.